# Icnologia

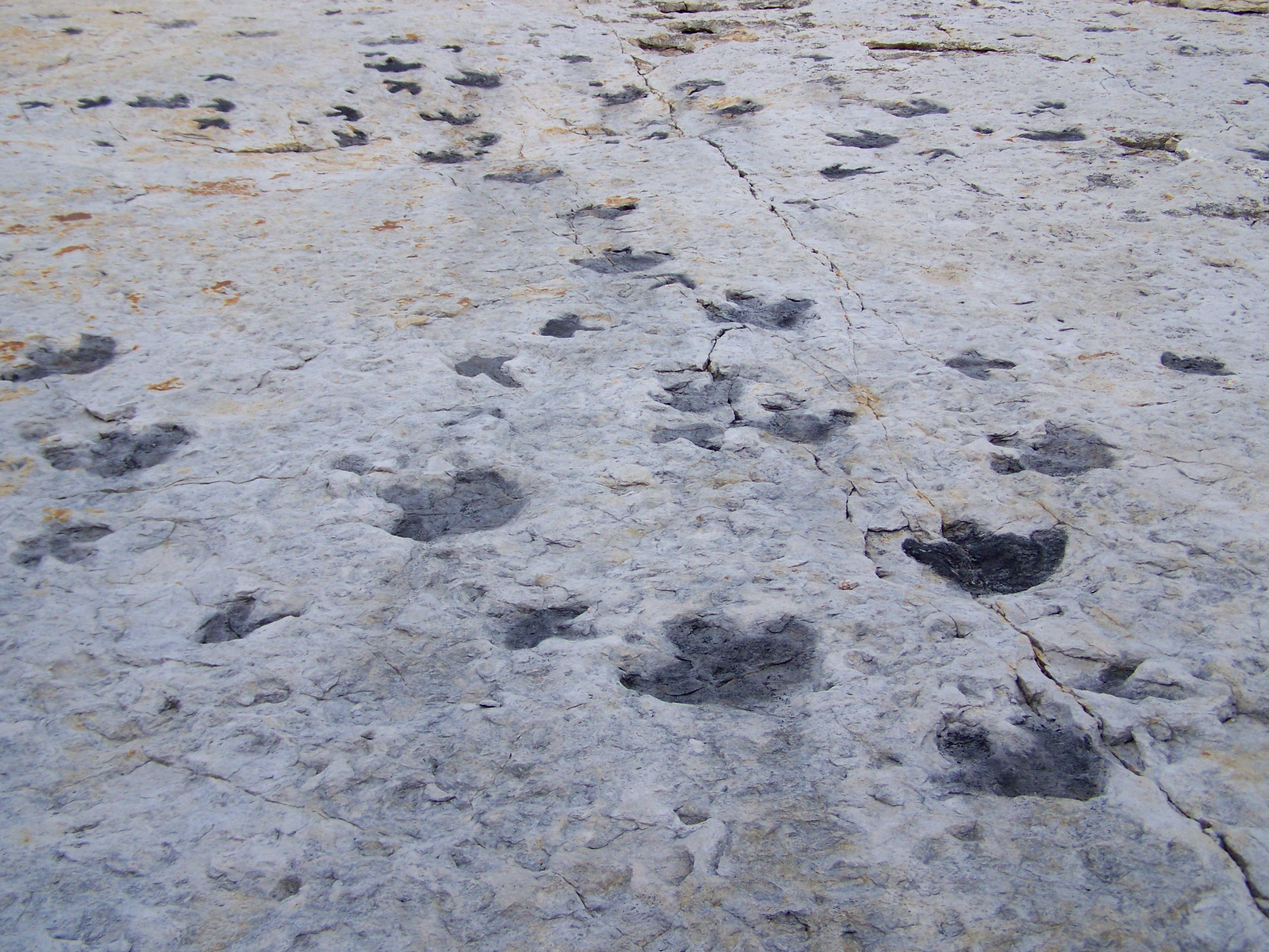
Impronte di dinosauro preservate nella roccia. (Dinosaur Ridge, Colorado, USA)

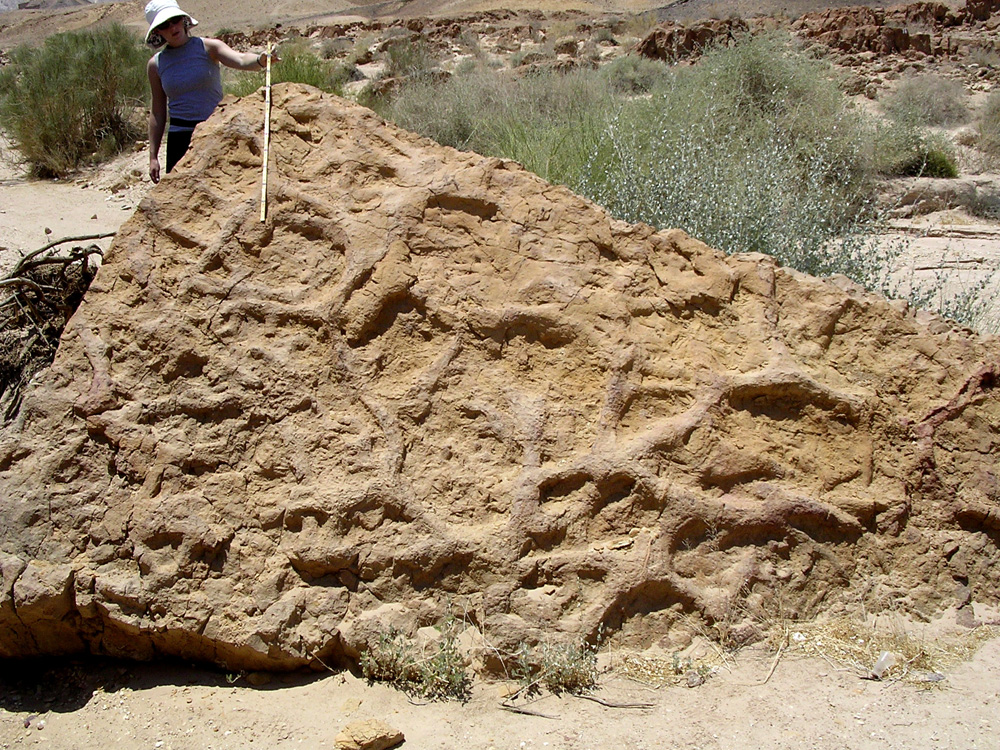
Cunicoli prodotti da crostacei Thalassinoides del Giurassico medio. (Cratere di erosione Qatan, nel sud di Israele).

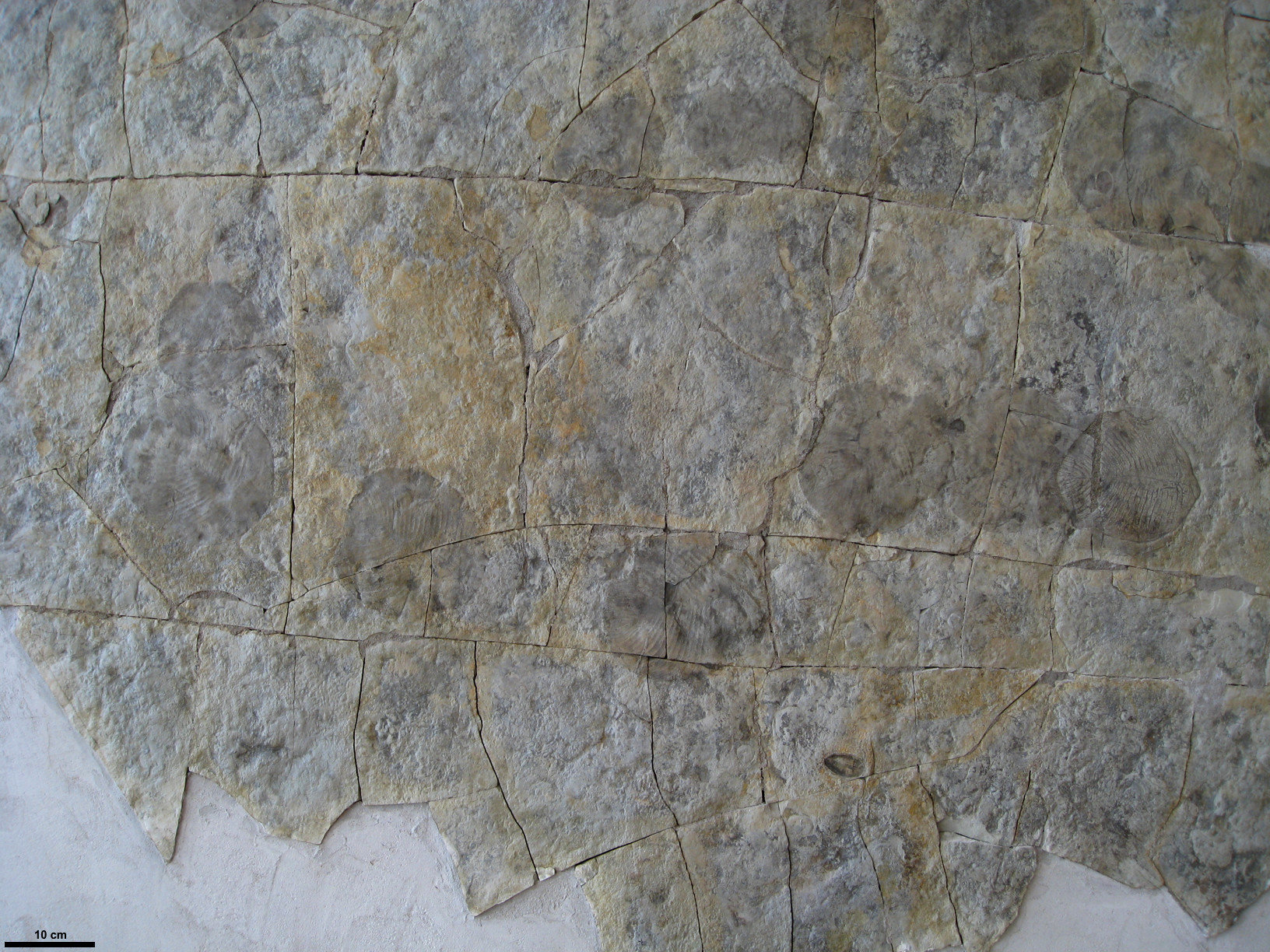
Epibaion, catene di impronte di una Yorgia waggoneri del Precambriano.

L'icnologia, dal greco ichnos (traccia) e logos (discorso), è la branca della paleontologia e della biologia che si occupa dello studio delle interazioni tra organismi e substrato. In particolare, la paleoicnologia si occupa dello studio degli icnofossili, mentre la neoicnologia si occupa dello studio delle tracce inerenti all'era moderna. Questa disciplina consente di effettuare un confronto tra le tracce moderne e quelle fossilizzate fornendo un supporto allo studio del comportamento e dell'anatomia degli organismi che hanno lasciato tali tracce, persino nel caso in cui non sia possibile rinvenire dei corpi fossilizzati. L'icnologo è lo scienziato la cui area di studio e ricerca è l'icnologia.

## Etimologia
Il termine icnologia fu introdotto nel 1836 dal geologo inglese William Buckland, con riferimento allo studio delle impronte fossili.

## Storia
Osgood ha suddiviso la storia dell'icnologia sulla base di periodi di tempo con caratteristiche relativamente stabili:
1. Età dei Fucoidi (Age of Fucoids, 1823-1881): questa fase è iniziata con gli studi di Adolphe Brongniart, che considerava le tracce fossili di invertebrati come resti di alghe (‘fucoidi’). Durante questa fase storica, l'interpretazione botanica degli icnofossili di invertebrati era predominante. Negli Stati Uniti il pioniere di questi studi fu Edward Hitchcock, che istituì il Gabinetto Icnologico dell'Amherst College (a Amherst, nel Massachusetts), basato prevalentemente su materiale raccolto nella valle del fiume Connecticut[2][3].
2. Periodo della Reazione (Period of Reaction o Age of Controversy, 1881-1925): basandosi su analogie con tracce moderne, Alfred Gabriel Nathorst sostenne che molti fucoidi erano veri e propri icnofossili. Questo ha suscitato un notevole dibattito, con scienziati di primo piano come Lebesconte e de Saporta che supportavano l'interpretazione botanica. Nel 1881 anche Charles Darwin pubblicò uno studio sull'argomento[4], occupandosi di bioturbazione e in particolare dei cunicoli scavati dai lombrichi[5].
3. Sviluppo dell'Approccio Moderno (Development of the Modern Approach, 1925-1953): questa fase è iniziata con l'istituzione del Laboratorio Senckenberg, un istituto marino dedicato alla neoicnologia. I geologi del periodo concordavano sulla natura icnologica delle tracce fossili, aprendo la strada all'icnologia moderna.

In tempi più recenti, due fasi storiche sono state aggiunte ai periodi classici di Osgood. Pemberton e coautori hanno riconosciuto un'Era Moderna (Modern Era) dell’icnologia, che si estende dal 1953 ai giorni nostri. Questo periodo ha visto il fondamento dei concetti centrali dell'iconologia moderna, a partire dalle seminali pubblicazioni di Adolf Seilacher sui metodi di icnologia. Recentemente, Andrea Baucon ha stabilito l'Età dei Naturalisti (Age of Naturalists), che va approssimativamente dal quindicesimo al diciassettesimo secolo. Durante questa fase, diversi intellettuali del Rinascimento - tra cui Leonardo da Vinci- hanno dipinto e studiato le tracce fossili, sebbene l'icnologia esistesse come una serie di idee disconnesse sulle tracce.

## Descrizione
Gli studi icnologici sono basati sulla scoperta e analisi delle strutture biogeniche, ovvero le tracce lasciate da organismi viventi. Pertanto, le tane degli animali, le impronte dei piedi e delle mani, i percorsi, i segni della coda, sono esempi di strutture biogeniche; non lo sono i gusci delle conchiglie, così come i resti dei corpi degli animali.
Per mantenere una differente nomenclatura per corpi e tracce fossili, viene utilizzato il concetto di icnospecie o icnotaxon per denominare le tracce fossili. Gli icnotaxa sono classificati in modo alquanto differente nella nomenclatura zoologica rispetto ai taxa basati sui resti fossili.
Gastrochaenolites è una icnite (icnogere) di forma clavata (sub-ellissoidale) rappresentante una perforazione su substrato duro (ad esempio un guscio di un bivalve, una colonia di coralli, una roccia).